# Saison 2 de Suburgatory
Chronologie
Saison 1 Saison 3
Cet article présente les épisodes de la deuxième saison de la série télévisée américaine Suburgatory.

## Généralités
- Aux États-Unis, la saison a été diffusée entre le 17 octobre 2012 et 17 avril 2013 à 21 h 30 puis à 20 h 30 sur le réseau ABC.
- Le 4 décembre 2012, ABC a annoncé que la série reviendra à 20 h 30 à partir du 3 avril 2013 et la saison se terminera le 17 avril 2013[1].
- Au Canada, elle est diffusée à 20 h 30 sur Citytv.
- En France, elle est diffusée depuis le 5 janvier 2014 sur Canal+ Family.
- Au Québec, la saison a débuté le 7 janvier 2014 avec l'épisode de Noël sur VRAK.TV.

### Synopsis
La série suit un père divorcé (George) qui décide de s'éloigner de New York pour vivre en banlieue, afin de donner à sa fille (Tessa) âgée de 16 ans une vie meilleure.

## Distribution de la saison

### Acteurs principaux
- Jeremy Sisto (VF : Maurice Decoster) : George Altman
- Jane Levy (VF : Karine Foviau) : Tessa Altman
- Cheryl Hines (VF : Virginie Ledieu) : Dallas Royce
- Alan Tudyk (VF : Serge Biavan) : Noah Werner
- Carly Chaikin (VF : Barbara Beretta) : Dalia Oprah Royce
- Ana Gasteyer (VF : Laure Sabardin) : Sheila Shay
- Chris Parnell (VF : Yann Pichon) : Fred Shay
- Allie Grant (VF : Joséphine Ropion) : Lisa Marie Shay
- Rex Lee (VF : Vincent de Bouard) : Mr. Wolfe

### Acteurs récurrents
- Parker Young (VF : Yann Peira) : Ryan Shay, frère de Lisa
- Abbie Cobb (en) (VF : Laurence Sacquet) : Kimantha
- Katelyn Pacitto (VF : Olga Sokolow) : Kaitlin, sœur jumelle de Kenzie
- Kara Pacitto (VF : Sasha Supera) : Kenzie, sœur jumelle de Kaitlin
- Maestro Harrell (VF : Mohammed Sanou) : Malik, petit-ami de Lisa
- Bunnie Rivera (VF : Marie-Madeleine Burguet-Le Doze) : Carmen, ménagère de Dallas, engagée par Noah

### Invités
- Rachel Dratch : Paula[2] (épisode 2)
- H. Jon Benjamin : Tabitha[3] (épisode 3)
- Malin Åkerman (VF : Malvina Germain) : Alex, mère de Tessa[4] (épisodes 5, 7 et 22)
- Tim Meadows : Edmond, père de Malik[2] (épisodes 7 et 8)
- Paula Newsome : Tracy, mère de Malik[2] (épisodes 7 et 8)
- Wilmer Valderrama : Yoni[5] (épisode 11)

## Liste des épisodes

### Épisode 1:Retour au bercail
- États-Unis /  Canada : 17 octobre 2012 sur ABC[6] / Citytv
- France :
  - 5 janvier 2014 sur Canal+ Family[7]
  - 15 mai 2014 sur HD1
- Québec : 7 janvier 2014 sur VRAK.TV
- Belgique : 8 avril 2014 sur La Une

- États-Unis : 7,54 millions de téléspectateurs[8] (première diffusion)

- Maestro Harrell (Malik)
- Parker Young (Ryan Shay)
- Miriam Flynn (Helen)
- Jack Walsh (Marty)
- Bunnie Rivera (Carmen)
- Mark Sande (train conductor)
- Patrick Cox (security guard)
- Chase Fein (waiter)
- Sam Lerner (Evan)
- Evan Arnold (Chef Alan)
- Joshua Erenberg (A.J.)
- Sarah Kapp (girl)
- Todd Sherry (Tom)
- Alex Boling (Alex)

### Épisode 2:La Sorcière de Chatswin
- États-Unis /  Canada : 24 octobre 2012 sur ABC / Citytv
- France :
  - 5 janvier 2014 sur Canal+ Family
  - 22 mai 2014 sur HD1
- Québec : 14 janvier 2014 sur VRAK.TV
- Belgique : 8 avril 2014 sur La Une

- États-Unis : 7,37 millions de téléspectateurs[9] (première diffusion)

- Parker Young (Ryan Shay)
- Maestro Harrell (Malik)
- Evan Arnold (Chef Alan)
- Katelyn Pacitto (Kaitlyn)
- Kara Pacitto (Kenzie)
- Abbie Cobb (Kimantha)
- Frances Mary McKittrick (young Sheila)
- Rachel Dratch (Paula)
- Natalija Nogulich (Marcheeza)
- Tiffany Martin (young witch)
- Edward Padilla (Javier)
- Mike Daze (valet)
- Billy Marquart (bartender)

### Épisode 3:Le Monde de Ryan
- États-Unis /  Canada : 31 octobre 2012 sur ABC / Citytv
- France :
  - 5 janvier 2014 sur Canal+ Family
  - 22 mai 2014 sur HD1
- Québec : 21 janvier 2014 sur VRAK.TV
- Belgique : 15 avril 2014 sur La Une

- États-Unis : 6,32 millions de téléspectateurs[10] (première diffusion)

- Parker Young (Ryan Shay)
- Bunnie Rivera (Carmen)
- H. Jon Benjamin (Tabitha)
- Lennie Loftin (Electrical Strangler)
- Ryan Churchill (Drew)
- Janet Song (technician no. 2)

### Épisode 4:Un homme, un vrai
- États-Unis /  Canada : 7 novembre 2012 sur ABC / Citytv
- France :
  - 5 janvier 2014 sur Canal+ Family
  - 22 mai 2014 sur HD1
- Québec : 21 janvier 2014 sur VRAK.TV
- Belgique : 15 avril 2014 sur La Une

- États-Unis : 7,55 millions de téléspectateurs[11] (première diffusion)

- Katelyn Pacitto (Kaitlyn)
- Kara Pacitto (Kenzie)
- Abbie Cobb (Kimantha)
- Bunnie Rivera (Carmen)
- Adam Godley (Mr. Jacobs)
- Edward Padillas (Javier)
- Joshua Erenberg (A.J.)
- Sam Lerner (Evan)
- Dana Powell (Rhonda)
- Samantha Quan (Candi)
- Clint Palmer (Lucien)
- Dyana Liu (Wan'Er)
- Makinna Ridgway (instructor)

### Épisode 5:L'Invitée inattendue
- États-Unis /  Canada : 14 novembre 2012 sur ABC / Citytv
- France :
  - 5 janvier 2014 sur Canal+ Family
  - 22 mai 2014 sur HD1
- Québec : 28 janvier 2014 sur VRAK.TV
- Belgique : 22 avril 2014 sur La Une

- États-Unis : 7,07 millions de téléspectateurs[12] (première diffusion)

- Parker Young (Ryan Shay)
- Maestro Harrell (Malik)
- Evan Arnold (Chef Alan)
- Miriam Flynn (Helen)
- Malin Åkerman (Alex)
- Eugene Byrd (Cyrus)
- Reddy Gibbs (nurse)
- Jordan Feldman (manicurist)

### Épisode 6:Le Poisson de l'amitié
- États-Unis /  Canada : 28 novembre 2012 sur ABC / Citytv
- France :
  - 12 janvier 2014 sur Canal+ Family
  - 22 mai 2014 sur HD1
- Québec : 28 janvier 2014 sur VRAK.TV
- Belgique : 22 avril 2014 sur La Une

- États-Unis : 6,73 millions de téléspectateurs[13] (première diffusion)

- Maestro Harrell (Malik)
- Miriam Flynn (Helen)
- Brandon Keener (Theo)
- Jessica Meraz (Tutti)
- David L. King (official)
- Cindy Drummond (female official)
- Cletus Young (Charlie)

### Épisode 7:Au nom de Ryan
- États-Unis /  Canada : 5 décembre 2012 sur ABC / Citytv
- Québec : 7 janvier 2014 sur VRAK.TV
- France :
  - 12 janvier 2014 sur Canal+ Family
  - 22 mai 2014 sur HD1
- Belgique : 29 avril 2014 sur La Une

- États-Unis : 6,09 millions de téléspectateurs[14] (première diffusion)

- Parker Young (Ryan Shay)
- Maestro Harrell (Malik)
- Abbie Cobb (Kimantha)
- Bunnie Rivera (Carmen)
- Malin Åkerman (Alex)
- Al Carabello (waiter)
- Gillian Vigman (Jill Werner)
- Dyana Liu (Wan'Er)
- Derek Waters (Jarrison)
- Paula Newsome (Tracy)
- Tim Meadows (Edmond)
- Tiffany Boone (Alice)
- Maxine Weldon (grandmother)
- Monnae Michaell (Susan)

Noël à Chatswin. George offre un cadeau à sa fille un peu en avance. Il lui offre un voyage à New-York pour deux, Tessa et sa mère, Alex. Aux premiers abords, Tessa se montre enthousiaste et heureuse, mais petit à petit, elle se rend compte que son village et surtout son père lui manque. Elle décide donc d'abandonner sa mère à l'hotel et de se rendre auprès de George. Celui-ci se montre joyeux en la voyant sur le pas de sa porte.

### Épisode 8:Le Clash dance
- États-Unis /  Canada : 9 janvier 2013 sur ABC / Citytv
- France :
  - 12 janvier 2014 sur Canal+ Family
  - 22 mai 2014 sur HD1
- Québec : 4 février 2014 sur VRAK.TV
- Belgique : 29 avril 2014 sur La Une

- États-Unis : 6,84 millions de téléspectateurs [15] (première diffusion)

- Parker Young (Ryan Shay)
- Maestro Harrell (Malik)
- Gillian Vigman (Jill Werner)
- Paula Newsome (Tracy)
- Tim Meadows (Edmond)
- Steve Little (Danny G)

### Épisode 9:La Rage aux dents
- États-Unis /  Canada : 16 janvier 2013 sur ABC / Citytv
- France :
  - 12 janvier 2014 sur Canal+ Family
  - 29 mai 2014 sur HD1
- Québec : 11 février 2014 sur VRAK.TV
- Belgique : 13 mai 2014 sur La Une

- États-Unis : 6,06 millions de téléspectateurs[16] (première diffusion)

- Parker Young (Ryan Shay)
- Zabeth Russell (Greta)
- Marypat Farrell (Claire)
- Adam Kulbersh (Mr. Simpkin)
- Sam Lerner (Evan)
- Emily Happe (Nelly)

### Épisode 10:Copines de footballeurs
- États-Unis /  Canada : 23 janvier 2013 sur ABC / Citytv
- France :
  - 12 janvier 2014 sur Canal+ Family
  - 29 mai 2014 sur HD1
- Québec : 11 février 2014 sur VRAK.TV
- Belgique : 13 mai 2014 sur La Une

- États-Unis : 6,09 millions de téléspectateurs[17] (première diffusion)

- Parker Young (Ryan Shay)
- Maestro Harrell (Malik)
- Joshua Erenberg (A.J.)
- Gilland Jones (Amber)
- Lilly Roberson (Joan)
- Natalie Floyd (Stephanie)
- Taylor Zakhar (Renaldo)
- Sam Fuller (Derek)
- Lauran Irion (girl)

### Épisode 11:Du poil de la bête
- États-Unis /  Canada : 30 janvier 2013 sur ABC / Citytv
- France :
  - 19 janvier 2014 sur Canal+ Family
  - 29 mai 2014 sur HD1
- Québec : 18 février 2014 sur VRAK.TV
- Belgique : 20 mai 2014 sur La Une

- États-Unis : 4,73 millions de téléspectateurs[18] (première diffusion)

- Parker Young (Ryan Shay)
- Thomas McDonell (Scott Strauss)
- Wilmer Valderrama (Yoni)
- Joshua Erenberg (A.J.)
- Gillian Vigman (Jill Werner)
- Ely Henry (Reggie)
- Matt Kelly (Tate)

Tessa cherche un petit copain pour Lisa sur internet mais la mère de cette dernière se mêle un peu.

### Épisode 12:Le Langage du corps
- États-Unis /  Canada : 6 février 2013 sur ABC / Citytv
- France :
  - 19 janvier 2014 sur Canal+ Family
  - 29 mai 2014 sur HD1
- Québec : 18 février 2014 sur VRAK.TV
- Belgique : 20 mai 2014 sur La Une

- États-Unis : 5,73 millions de téléspectateurs[19] (première diffusion)

- Parker Young (Ryan Shay)
- Jack Walsh (Marty)
- Sam Lerner (Evan)
- Sean Smith (club manager)
- Ely Henry (stage manager)
- Edward Padilla (Javier)
- Sharon Pierre-Louis (Daisy)
- Jazz Raycole (Amber)
- Shanica Knowles (Amantha)
- Justin Sintic (security guard no. 1)
- Rick Gifford (security guard no. 2)

### Épisode 13:Ah... l'amooour!
- États-Unis /  Canada : 13 février 2013 sur ABC / Citytv
- France :
  - 19 janvier 2014 sur Canal+ Family
  - 29 mai 2014 sur HD1
- Québec : 25 février 2014 sur VRAK.TV
- Belgique : 27 mai 2014 sur La Une

- États-Unis : 5,91 millions de téléspectateurs[20] (première diffusion)

- Parker Young (Ryan Shay)
- Maestro Harrell (Malik)
- Mary Kay Place (Gam Gam)
- Grey Henson (Alec)
- Lucas Adams (Cody)
- Nate Clark (fiancé)
- Michael Voltaggio (Chef Julio)
- Sam Lerner (Evan)

### Épisode 14:Tessa l'experte
- États-Unis /  Canada : 20 février 2013 sur ABC / Citytv
- France :
  - 19 janvier 2014 sur Canal+ Family
  - 29 mai 2014 sur HD1
- Québec : 25 février 2014 sur VRAK.TV
- Belgique : 27 mai 2014 sur La Une

- États-Unis : 5,74 millions de téléspectateurs[21] (première diffusion)

- Maestro Harrell (Malik)
- Evan Arnold (Chef Alan)
- Gillian Vigman (Jill Werner)
- J. P. Manoux (Chef Norman)
- Ely Henry (Reggie)
- Brooke Newton (Justine)
- Lora Plattner (Naomi)
- Paul Goetz (student)
- Julian Stone (Yves Clyde)
- Alison Sieke (receptionist)
- Abby Donnelly (Jenni)
- Wyatt Oleff (Kevuel)
- Destiny Fernandez (Nicole)
- Gary Kraus (umpire)

### Épisode 15:Le Grand départ
- États-Unis /  Canada : 27 février 2013 sur ABC / Citytv
- France :
  - 26 janvier 2014 sur Canal+ Family
  - 29 mai 2014 sur HD1
- Belgique : 3 juin 2014 sur La Une

- États-Unis : 6,12 millions de téléspectateurs[22] (première diffusion)

- Parker Young (Ryan Shay)
- Courtney Merritt (Jenna Werner)
- Derek Waters (Jarrison)
- Jack Walsh (Marty)
- Bunnie Rivera (Carmen)
- Janis Peebles (Colette)
- Rane Jameson (Bastian)
- Vernee Watson (Fatima)
- Edward Padilla (Javier)
- Sam Lerner (Evan)

### Épisode 16:Tout pour Carmen
- États-Unis /  Canada : 6 mars 2013 sur ABC / Citytv
- France :
  - 26 janvier 2014 sur Canal+ Family
  - 5 juin 2014 sur HD1
- Belgique : 3 juin 2014 sur La Une

- États-Unis : 4,6 millions de téléspectateurs[23] (première diffusion)

### Épisode 17:Mange, prie, mange
- États-Unis /  Canada : 20 mars 2013 sur ABC / Citytv
- France :
  - 26 janvier 2014 sur Canal+ Family
  - 5 juin 2014 sur HD1
- Belgique : 10 juin 2014 sur La Une

- États-Unis : 4,19 millions de téléspectateurs[24] (première diffusion)

- Bunnie River (Carmen)
- Sam Lerner (Evan)
- Jillian Clare (waiter)
- Andy Gala (host)
- Samantha Quan (Candi)
- Gillian Vigman (Jill Werner)
- Carlos Parra (Mariachi leader)
- Todd Louiso (Bob)

### Épisode 18:Thérapie par le luxe
- États-Unis /  Canada : 27 mars 2013 sur ABC / Citytv
- France :
  - 26 janvier 2014 sur Canal+ Family
  - 5 juin 2014 sur HD1
- Belgique : 10 juin 2014 sur La Une

- États-Unis : 5,33 millions de téléspectateurs[25] (première diffusion)

- Darlene Hunt (en) (Connie)
- Dana Powell (Rhonda)
- Sean Smith (hotel manager)
- Patrick Carlyle (Todd)

### Épisode 19:L'Homme de décembre
- États-Unis /  Canada : 3 avril 2013 sur ABC / Citytv
- France :
  - 2 février 2014 sur Canal+ Family
  - 5 juin 2014 sur HD1
- Belgique : 17 juin 2014 sur La Une

- États-Unis : 5,83 millions de téléspectateurs[26] (première diffusion)

- Courtney Merritt (Jenna Werner)
- Derek Waters (Jarrison)
- Seanna Kofoed (Beatrice)
- Deena Dill (Bliss)
- Brooke Baumer (Lucille)
- Duane Shepard Sr. (Scat teacher)
- Chase Fein (waiter)
- Alex Boling (Alex)
- Todd Sherry (Tom)
- Edward Padilla (Javier)

### Épisode 20:Le Choix de Tessa
- États-Unis /  Canada : 10 avril 2013 sur ABC / Citytv
- France :
  - 2 février 2014 sur Canal+ Family
  - 5 juin 2014 sur HD1
- Belgique : 17 juin 2014 sur La Une

- États-Unis : 5,6 millions de téléspectateurs[27] (première diffusion)

- Parker Young (Ryan Shay)

### Épisode 21:Toutes griffes dehors
- États-Unis /  Canada : 17 avril 2013 sur ABC / Citytv
- France :
  - 2 février 2014 sur Canal+ Family
  - 5 juin 2014 sur HD1
- Belgique : 24 juin 2014 sur La Une

- États-Unis : 5,33 millions de téléspectateurs[28] (première diffusion)

- Parker Young (Ryan Shay)
- Gilland Jones (Amber)
- Natalie Floyd (Stephanie)
- Lilly Roberson (Joan)
- Ely Henry (Reggie)
- Zabeth Russell (Greta)
- Bunnie Rivera (Carmen)
- Todd Louiso (Bob)

### Épisode 22:Avec ou sans toit
- États-Unis /  Canada : 17 avril 2013 sur ABC[29] / Citytv
- France :
  - 2 février 2014 sur Canal+ Family
  - 5 juin 2014 sur HD1
- Belgique : 24 juin 2014 sur La Une

- États-Unis : 5,45 millions de téléspectateurs[28] (première diffusion)

- Parker Young (Ryan Shay)
- Maestro Harrell (Malik)
- Jay Mohr (Steven Royce)
- Malin Akerman (Alex)
- Dyana Liu (Wan'Er)
- Miriam Flynn (Helen)
- Sam Fuller (Derek)
- Lilly Roberson (Joan)
- Brooke Baumer (Lucille)
- Deena Dill (Bliss)
- Edie Mothersbaugh (girl no. 1)
- Abby Donnelly (girl no. 2)
- J. Rene Pena (passenger)

## Audiences aux États-Unis
| N° d'épisode | Titre original          | Titre français             | Chaîne | Date de diffusion originale | Audience (en millions de téléspectateurs) | Pdm sur les 18-49 ans |
| ------------ | ----------------------- | -------------------------- | ------ | --------------------------- | ----------------------------------------- | --------------------- |
| 2x01         | Retour au bercail       | Homecoming                 | ABC    | 17 octobre 2012             | 7.54                                      | 2.8/7                 |
| 2x02         | La sorcière de Chatswin | The Witch of East Chatswin | ABC    | 24 octobre 2012             | 7.37                                      | 2.7/7                 |
| 2x03         | Le monde de Ryan        | Ryan's Song                | ABC    | 31 octobre 2012             | 6.32                                      | 2.4/6                 |
| 2x04         | Un homme, un vrai       | Foam Finger                | ABC    | 7 novembre 2012             | 7.55                                      | 2.9/7                 |
| 2x05         | L'invitée inattendue    | The Wishbone               | ABC    | 14 novembre 2012            | 7.07                                      | 2.4/6                 |
| 2x06         | Le poisson de l'amitié  | Friendship Fish            | ABC    | 28 novembre 2012            | 6.73                                      | 2.5/6                 |
| 2x07         | Au nom de Ryan          | Krampus                    | ABC    | 5 décembre 2012             | 6.09                                      | 2.2/6                 |
| 2x08         | Le clash dance          | Black Thai                 | ABC    | 9 janvier 2013              | 6.84                                      | 2.7/7                 |
| 2x09         | La rage aux dents       | Junior Secretary's Day     | ABC    | 16 janvier 2013             | 6.06                                      | 2.3/6                 |
| 2x10         | Copines de footballeurs | Chinese Chicken            | ABC    | 23 janvier 2013             | 6.09                                      | 2.2/6                 |
| 2x11         | Du poil de la bête      | Yakult Leader              | ABC    | 30 janvier 2013             | 4.73                                      | 1.8                   |
| 2x12         | Le langage du corps     | Body Talk                  | ABC    | 6 février 2013              | 5.73                                      | 2.0/5                 |
| 2x13         | Ah... l'amooour !       | Blowtox and Burlap         | ABC    | 13 février 2013             | 5.91                                      | 2.1/6                 |
| 2x14         | Tessa l'experte         | T-Ball and Sympathy        | ABC    | 20 février 2013             | 5.74                                      | 2.0/5                 |
| 2x15         | Le grand départ         | Leaving Chatswin           | ABC    | 27 février 2013             | 6.12                                      | 2.2/6                 |
| 2x16         | Tout pour Carmen        | How to Be a Baby           | ABC    | 6 mars 2013                 | 4.60                                      | 1.7/4                 |
| 2x17         | Mange, prie, mange      | Eat, Pray, Eat             | ABC    | 20 mars 2013                | 4.19                                      | 1.5/4                 |
| 2x18         | Thérapie par le luxe    | Brown Trembler             | ABC    | 27 mars 2013                | 5.33                                      | 1.9/5                 |
| 2x19         | L'homme de décembre     | Decemberfold               | ABC    | 3 avril 2013                | 5.83                                      | 1.8/5                 |
| 2x20         | Le choix de Tessa       | Go, Gamblers               | ABC    | 10 avril 2013               | 5.60                                      | 1.8/5                 |
| 2x21         | Toutes griffes dehors   | Apocalypse Meow            | ABC    | 17 avril 2013               | 5.33                                      | 1.5/5                 |
| 2x22         | Avec ou sans toit       | Stray Dogs                 | ABC    | 17 avril 2013               | 5.45                                      | 1.7/5                 |